# North Bay (Ontario)
North Bay is een stad in Canada in de provincie Ontario.
North Bay telde in 2006 bij de volkstelling 53.966 inwoners.